# Henia montana
Henia montana är en mångfotingart som först beskrevs av Frederik Vilhelm August Meinert 1870.  Henia montana ingår i släktet Henia och familjen Dignathodontidae. Inga underarter finns listade i Catalogue of Life.